# Jean-Julien Rojer
Jean-Julien Rojer (pronunție în neerlandeză [ʒɑ̃ː ʒyˈljɛ̃ː roːˈjɛr]; n. 25 august 1981, Curaçao, Antilele Neerlandeze, Regatul Țărilor de Jos) este un tenisman profesionist neerlandez din Curaçao, specialist în jocul de dublu. Cea mai bună clasare a sa la dublu este locul 3 mondial, la 23 noiembrie 2015. Rojer este de patru ori campion de Grand Slam, câștigând la dublu masculin Campionatele de la Wimbledon 2015 și US Open 2017 cu Horia Tecău și French Open 2022 cu Marcelo Arévalo, precum și French Open 2014 la dublu mixt alături de Anna-Lena Grönefeld. El și Tecău au câștigat și finala ATP World Tour 2015. Rojer a câștigat 35 de titluri la dublu pe Circuitul ATP, dintre care patru la nivel de Masters 1000.
A studiat la UCLA, unde a concurat în echipa de tenis masculin UCLA Bruins.